# Radioplane BTT
El Radioplane BTT, conocido como RP-19 por la compañía, como WS-426/2 por la Armada estadounidense, y como WS-462/2 por la Fuerza Aérea de los Estados Unidos, fue una familia de blancos aéreos no tripulados estadounidense producida por la Radioplane Company (más tarde una división de Northrop).

## Desarrollo
En el periodo posterior a la Segunda Guerra Mundial, Radioplane repitió el éxito del blanco aéreo no tripulado OQ-2 con otra serie de blancos aéreos a hélice, que llegaría a ser conocida como la familia Basic Training Target (BTT) (la designación BTT no sería creada hasta los años 80, pero se usa aquí como una forma conveniente para resolver la maraña de designaciones). Los BTT permanecieron en servicio el resto de siglo.

### OQ-19/KD2R
La familia BTT surgió a finales de los años 40, evolucionando a través de una serie de refinamientos con las designaciones del Ejército de los Estados Unidos OQ-19A a OQ-19D, y el nombre Quail y la designación KD2R de la Armada estadounidense. Los primeros modelos tenían fuselaje metálico y alas de madera, pero en la producción se estandarizó una construcción enteramente metálica.
Radioplane desarrolló la variante experimental XQ-10, que estaba fabricada mayormente de plástico y fibra de vidrio, pero aunque las evaluaciones fueron bien, no se consideró una gran mejora sobre la tecnología existente, y por tanto no entró en producción. Se fabricaron cinco prototipos.
Radioplane fue comprada por Northrop en 1952 para convertirse en la Northrop Ventura Division, aunque parece que el nombre "Radioplane" se mantuvo por un tiempo.

### MQM-33/MQM-36
En 1963, cuando las fuerzas armadas estadounidenses adoptaron un sistema estándar de designación, las versiones supervivientes de BTT del Ejército estadounidense se convirtieron en MQM-33, y el KD2R-1, el único miembro de la familia todavía en servicio con la Armada, se convirtió en el MQM-36 Shelduck.
El MQM-36 fue el más evolucionado de la familia BTT, pero retuvo la configuración general del resto de miembros. Era mayor y más sofisticado que la serie OQ-2A de primera generación, y estaba propulsado por un más potente motor bóxer McCulloch de cuatro tiempos con 72 hp. El MQM-36 llevaba dispositivos de mejora radar de lentes de Luneberg en sus puntas alares que generaban una firma radar de un avión mayor. Los reflectores de radar (lentes de Luneberg) no fueron usados por la Armada estadounidense ya que el radar de búsqueda aérea interfería con las señales de control. Por lo tanto, el radar de búsqueda aérea no se utilizó.
El lanzamiento se realizaba mediante un acelerador RATO o una catapulta elástica, y la recuperación, por paracaídas.

### MQM-57 Falconer
Una variante del BTT designada RP-71, también conocida como SD-1 Observer y más tarde redesignada MQM-57 Falconer, fue construida para el reconocimiento del campo de batalla, volando por primera vez en 1955. El Falconer era similar en apariencia al Shelduck, pero tenía un fuselaje ligeramente mayor y más robusto. Disponía de piloto automático con recuperación por radiocontrol, y podía llevar cámaras, además de bengalas para el reconocimiento nocturno. El equipo se cargaba a través de una escotilla en la zona dorsal, entre las alas. Aunque solo tenía una autonomía de poco más de una media hora, haciéndolo de uso limitado, se construyeron alrededor de 1500 Falconer y el modelo fue usado internacionalmente por varias fuerzas armadas, permaneciendo en servicio hasta las años 70.
Se construyeron en total más de 73 000 blancos BTT, y el modelo fue usado en 18 naciones como mínimo. Puede que algunos aún permanezcan en servicio.

## Variantes
RP-19
Designación interna de Radioplane.
OQ-19/KD2R Quail
Designación dada por las USAAF y Armada, respectivamente, al RP-19.
RP-62/XQ-10
Versión experimental construida principalmente de plástico y fibra de vidrio, cinco construidos.
MQM-33/MQM-36 Shelduck
Nuevas designaciones del OQ-19 y KD2R, respectivamente.
RP-71/SD-1 Observer/MQM-57 Falconer
Versión de reconocimiento, 1500 construidos.

## Supervivientes
- MQM-33 RCAT: en exhibición en el U.S. Veterans Memorial Museum, Huntsville, Alabama.
- Northrop KD2R Archivado el 21 de junio de 2019 en Wayback Machine.: en exhibición en el Nationaal Militair Museum, Soesterberg, Países Bajos.
- OQ-19D: en exhibición en el hangar del Commemorative Air Force Minnesota Wing y visible en un tour virtual del hangar.
- Un ejemplar está en exhibición en el exterior del zoo Kolmården de Norrköping, Suecia.
- Un ejemplar abandonado se encuentra en las inmediaciones de Elgin, Escocia.
- SD-1 XT581: donado en 1978 por el Ejército Británico al Museo Imperial de Guerra de Duxford, donde fue restaurado en los años 90 y actualmente está en exhibición.

## Especificaciones (MQM-36)
Referencia datos: Jane's All The World's Aircraft 1966–67

### Características generales
- Tripulación: Ninguno
- Longitud: 4,1 m (13,6 ft)
- Envergadura: 3,5 m (11,5 ft)
- Altura: 0,8 m (2,6 ft)
- Superficie alar: 1,7 m² (18,7 ft²)
- Peso vacío: 124 kg (273,3 lb)
- Peso cargado: 183 kg (403,3 lb)
- Planta motriz: 1× motor bóxer de dos tiempos y dos cilindros refrigerado por aire McCulloch O-100-2.
  - Potencia: 53 kW (73 HP; 72 CV)

### Rendimiento
- Velocidad máxima operativa (Vno): 324 km/h (201 MPH; 175 kt)
- Velocidad de entrada en pérdida (Vs): 108 km/h (67 MPH; 58 kt)
- Alcance: 333 km (180 nmi; 207 mi)
- Techo de vuelo: 7000 m (22 966 ft)
- Régimen de ascenso: 17,8 m/s (3504 ft/min)

## Aeronaves relacionadas

### Desarrollos relacionados
- Radioplane OQ-2

### Secuencias de designación
- Secuencia RP-_ (interna de Radioplane): ← RP-14 - RP-15 - RP-18 - RP-19 - RP-58 - RP-61 - RP-62 - RP-63 - RP-66 - RP-70 - RP-71 - RP-76 - RP-77 - RP-78 →
- Secuencia OQ-_ (Blancos aéreos no tripulados (subescalados) de las USAAF, 1942-1948): ← OQ-16 - OQ-17 - OQ-18 - OQ-19
- Secuencia KD_R (Drones de la Armada estadounidense, 1945-1962 (Radioplane, 1940-1952)): KDR - KD2R - KD4R
- Secuencia SD-_ (Drones de la Combat Surveillance Agency (CSA) del Ejército estadounidense): SD-1 - SD-2 - SD-3 - SD-4 →
- Secuencia Q-_ (Aeronaves no tripuladas de la USAF, 1948-1962): ←  Q-7 - Q-8 - Q-9 - Q-10 - Q-11 - Q-12 - Q-14
- Secuencia __M-_ (Misiles y drones estadounidenses, 1962-presente): ← LGM-30 - MGM-31 - MGM-32 - MQM-33 - AQM-34 - AQM-35 - MQM-36 - AQM-37 - AQM-38 - MQM-39 -- AIM-54 - RIM-55 - PQM-56 - MQM-57 - MQM-58 - RGM-59 - AQM-60 →